# Barabás-villa

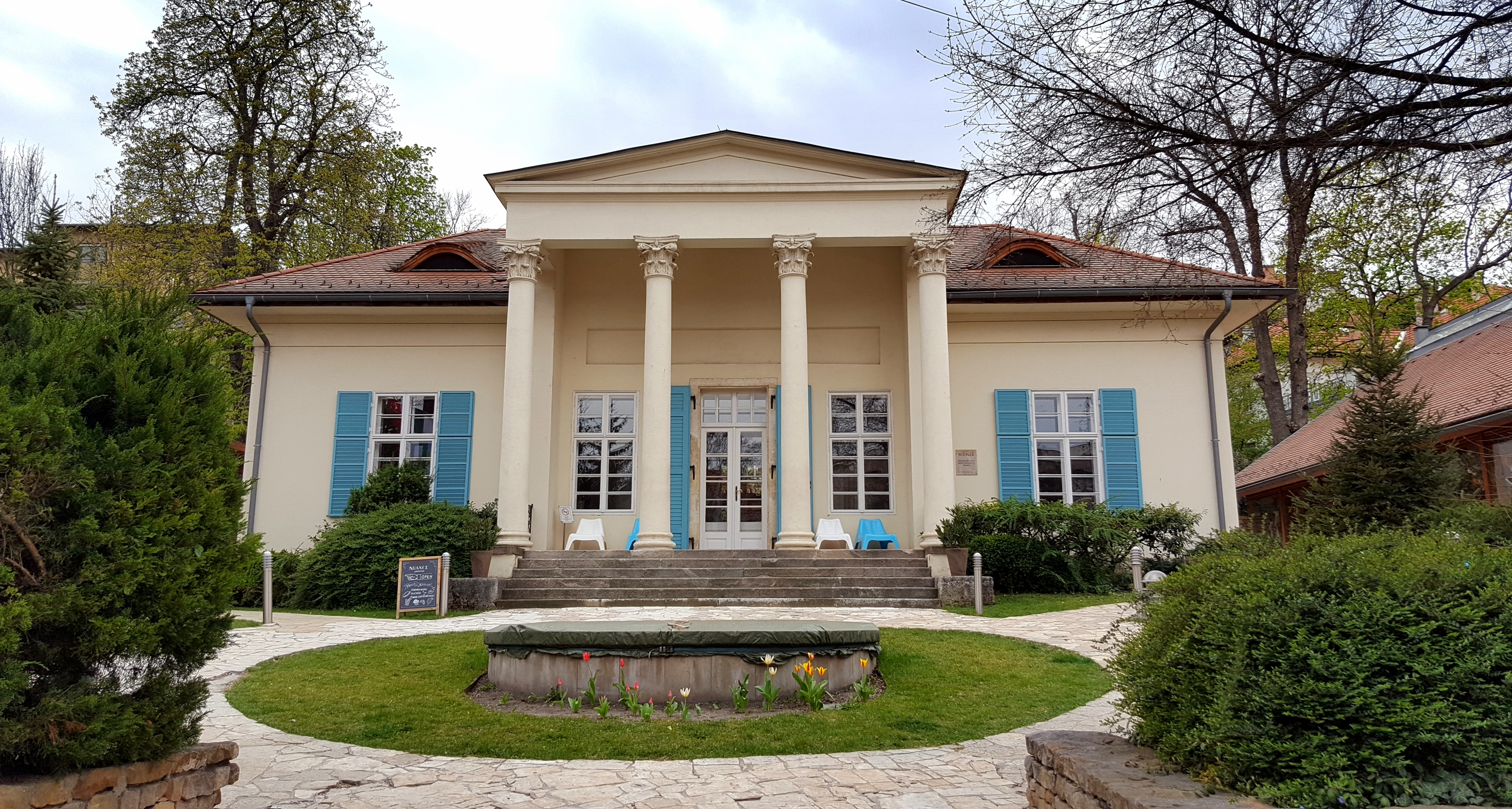
A Barabás-villa

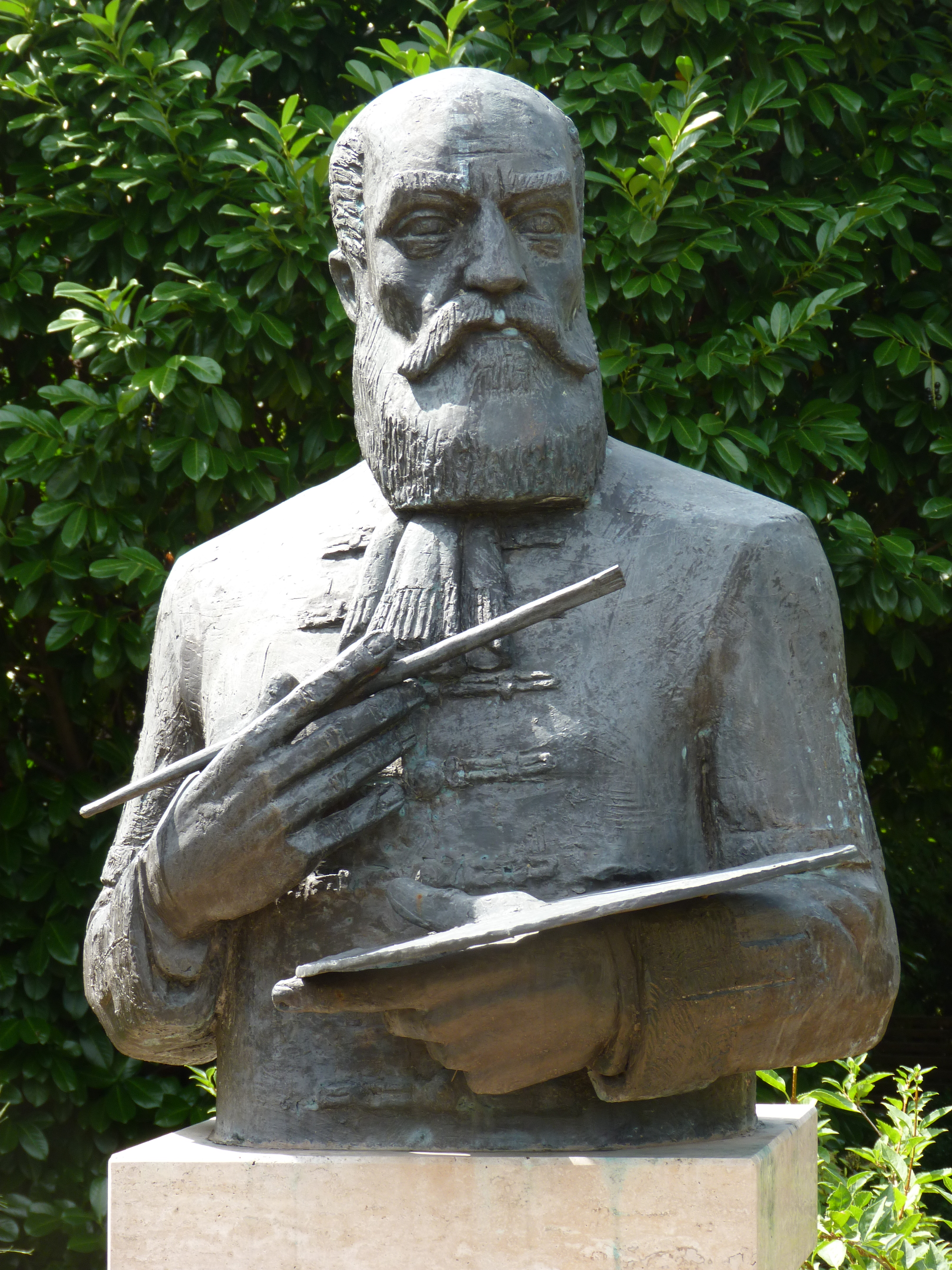
Barabás Miklós festő mellszobra a villa mögötti kertben

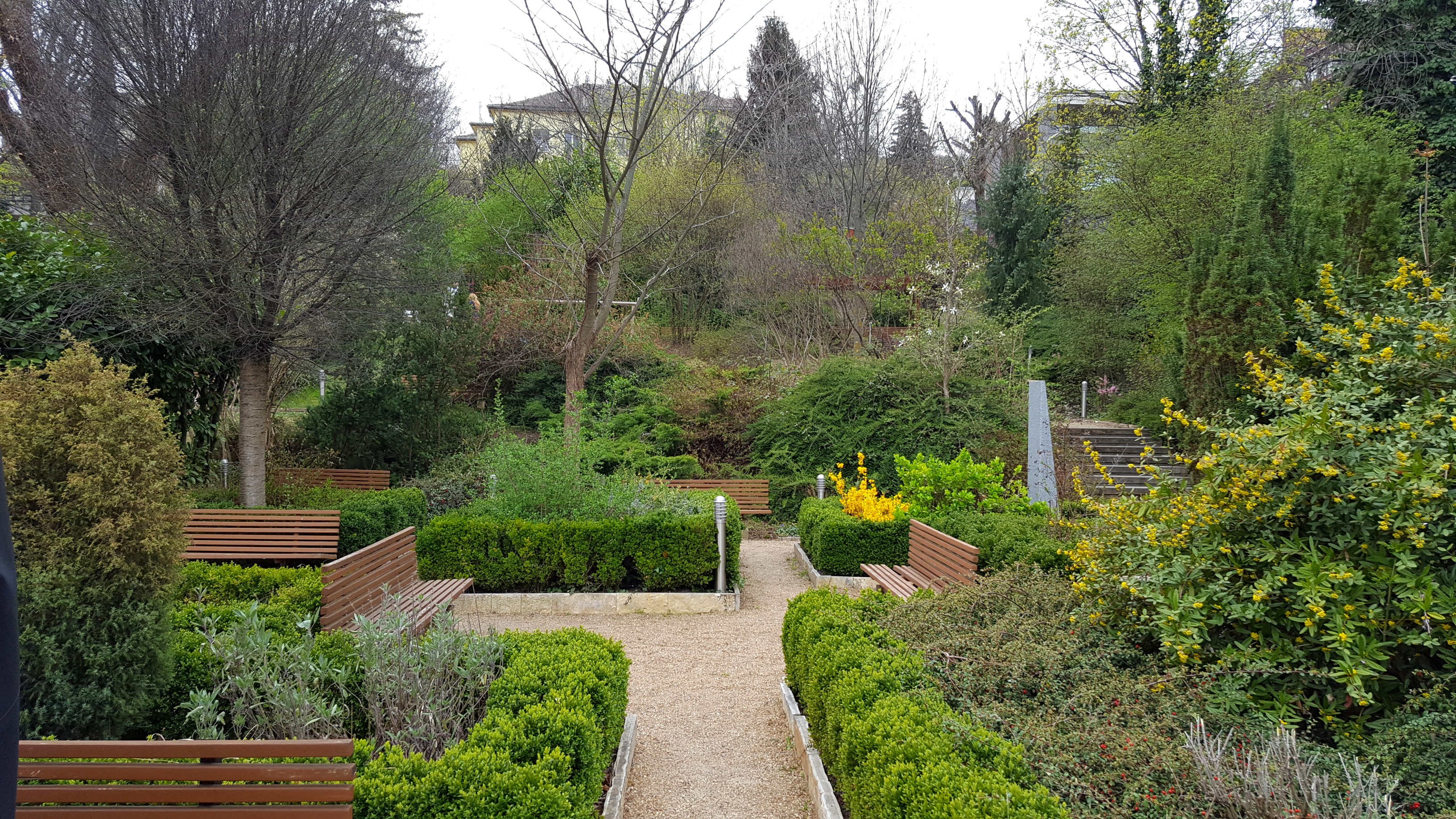
A villa mögötti kert 2019 tavaszán

A  Barabás-villa szinte az egyetlen épület, amely a Budapest XII. kerületi Városmajor utca első betelepülőinek korából épségben fennmaradt. 2003-ban befejezett felújítását Europa Nostra-díjjal ismerték el.
Jelenlegi tulajdonosa Budapest Főváros XII. kerület Hegyvidéki Önkormányzat,míg  üzemeltetője 2014 júliusától a MOM Kulturális Központ Nonprofit Kft. A villa a Budapest XII. kerület Városmajor utca 44. alatt található.

## Története
A területet Barabás Miklós, a 19. század kiemelkedő festőművésze vásárolta meg 1839-ben. Akkoriban szőlők borították a telket, mely egészen felfutott a Kis-Sváb-hegy oldaláig. A telken már állt egy présház és egy pince, amikor Barabás Miklós úgy döntött, hogy saját tervei alapján megépítteti a jelenleg is álló villaépületet. Eleinte nyári lakként használta, ahová kikapcsolódni, a város zajától elvonulni járt.
A művész halálát követő évtizedekben a város körülnőtte a villát. Az újabb tulajdonosok egyre több épületet építettek, végül a toldozgatások eredményeképp felismerhetetlenné vált az eredeti villa. 1996-ra életveszélyessé is vált, a benne lakó hat családot ki kellett költöztetni. A XII. kerületi Önkormányzat 2000-ben írt ki pályázatot a villa felújítására, melynek fő szempontja az volt, hogy a nagy múltú neoklasszicista épület az eredeti stílusát és szépségét visszanyerje. A pályázatot Basa Péter építész nyerte, akinek nagy segítséget jelentett az a Barabás-akvarell, melyen a művész saját villáját és annak kertjét festette meg. A felújítás alapkoncepciója az volt, hogy csak az eredeti épületrészeket hagyják meg, a későbbi bővítményeket pedig bontsák le. Az épület falait újraburkolták, a fa-, illetve lakatosmunkákat az eredeti tervek szerint végezték el.
A gondosan helyrehozott kovácsoltvas kapun belépve szökőkút fogadja a látogatókat. A Barabás-villa nagy központi terével és impozáns oszlopcsarnokával egyike Magyarország megmaradt neoklasszicista stílusú épületeinek. A felújított villát és a hozzá tartozó kertet 2003. szeptember 26-án adták át a kerületi lakosoknak. Az épületegyüttes felújítása 2004-ben Europa Nostra-díjat, az európai építészet egyik legrangosabb kitüntetését nyerte.
Az épület ma kulturális és rendezvényközpontként működik. Található itt kávézó,  konferencia- és rendezvényterem is. A villa mögött egy igényesen gondozott, mintegy 1000 m²-es park található.